# (74049) 1998 HA123
(74049) 1998 HA123 – planetoida z pasa głównego asteroid okrążająca Słońce w ciągu 3,35 lat w średniej odległości 2,24 j.a. Odkryta 23 kwietnia 1998 roku.